# Фармакидис, Феоклит
Феокли́т Фармаки́дис (греч. Θεόκλητος Φαρμακίδης), в миру Теоха́рис Фармаки́дис (греч. Θεοχάρης Φαρμακίδης; 15 января 1784, Никея, Лариса, Фессалия — 26 апреля 1860, Афины) — видный греческий просветитель, теолог и церковный деятель, издатель и журналист, участник Освободительной войны Греции, издатель первой газеты революционной Греции, один из основных инициаторов создания автокефальной Элладской Православной церкви, писатель.

## Биография
Фармакидис родился в пригороде (тогда селе) города Лариса, Никее, в 1784 году.
Начальное образование получил в своём селе и в Ларисе, где был рукоположён в диаконы, получив имя Феоклит в 1802 г. После чего уехал в Константинополь, к своему дяде бывшему там митрополитом и учился в Константинопольской Академии 1804—1806 гг. Профессор Д.Баланос писал что Константинополь не оставил у него хороших впечатлений и в силу шумной жизни большого города и в силу авторитарного духа, который он узрел в патриархии. Фармакидис продолжил своё образование в академиях городов Кидониес (Айвалык) и Яссы (1806—1811).
После кратковременного пребывания в Бухаресте, где он был рукоположён в священники, он был определён в том же году приходским священником в храм Святого Георгия греческой общины города Вена с 1811 г. по 1818 г. Здесь он дополнил своё филологическое образование, изучив латинский, французский, немецкий, и перевёл 4-томную энциклопедию Якобса.
В 1816 г. Газис, Антимос передал ему редакцию журнала «Просвещённый Гермес», которую он возглавлял вместе с К.Коккинакис с 1816 по 1818 годы.
Фармакидис вступил в тайное революционное общество Филики Этерия, а затем в 1819 г. его благодетель меценат и филэллин лорд Гильфорд обеспечил ему расходы на учёбу в Германии, Гётинген.

## Греческая революция
С началом революции Фармакидис прибыл в Грецию в мае 1821 г. В августе 1821 г. он издаёт в городе Каламата первую газету революционной Греции «Греческий горн» (греч. «Ελληνική Σάλπιγξ») на типографском оборудовании привезённом из Триеста Дмитрием Ипсиланти.
Фармакидис принял участие в двух первых национальных конгрессах и был назначен членом Верховного правления восточной Средней Греции и комиссаром образования. 5 июля 1823 г Фармакидис стал преподавателем в академии Ионических островов остров Керкира в период 1823—1825 гг.
В 1825 г. Фармакидис был назначен правительством главным редактором «Всеобщей Газеты Греции» («Γενικής Εφημερίδος της Ελλάδος») впоследствии «Правительственная газета» (« Εφημερίδος της Κυβερνήσεως»), под этим именем газета выходит по сегодняшний день. На этом посту он пробыл до 1827 года.
Будучи сторонником так называемой «английской» партии, которую возглавлял Маврокордато, Александр Фармакидис с самого начала был в оппозиции политике Иоанна Каподистрия, которого он считал органом российской политики и подвёргся гонениям и тюремному заключению в период его правления.

## После освобождения
С приходом к власти несовершеннолетнего короля Оттона, Фармакидис был использован регентом Маурером как основной советник в церковных вопросах.
Продолжая политику Каподистрии в отношениях с Вселенским патриархатом, регенты короля поручили комитету из 6 известных церковных деятелей, важную роль в котором сыграл Фармакидис, подготовить заключение на основании которого и после Церковного съезда 15 июля 1833 г. был опубликован 23 июля королевский указ (Βασιλικό Διάταγμα) о создании автокефальной Элладской церкви, подчиняющейся светской и политической власти.
Это было де-факто отделение от Вселенского патриархата, как результат Греческой революции.
Согласно королевскому указу главой церкви Греции стал король Оттон, который в свою очередь назначил 5 членов Священного Синода, где секретарём а затем королевским комиссаром стал Фармакидис, сохранивший эту должность до 1840 года.
Фармакидис был рьяным сторонником автокефалии и его основным аргументом было то, что не может свободное греческое государство зависеть церковно от патриарха, узника турецкого султана.
Консервативные церковные круги, в основном сторонники «русской» партии, продолжали полемику против автокефалии и против Фармакидиса течении 2-х десятилетий.
Возглавлял эту полемику его земляк из Фессалии и руссофил Константин Иконому и его газета «Век» («Αιών») и журнал «Горн Евангелия» («Ευαγγελική Σάλπιγξ»).
Фармакидис был тесным другом другого видного просветителя Каирис, Теофилос и приложил много усилий чтобы спасти его от судебного преследования в силу теософистических убеждений последнего.
29 июня 1850 г. после длительных переговоров , Вселенский патриарх издал томос о провозглашении автокефалии Элладской церкви. Текст томоса вызвал протест архимандрита и профессора Афинского университета Фармакидиса, который счёл что вся эта акция была произведена под контролем и в интересах российской внешней политики.
Считая условия томоса антиканоническими и ограничивающими свободу правления, он издал в качестве анитомоса (греч. Αντιτόμος) работу «Синодический томос или о правде» (греч. «Ο Συνοδικός Τόμος ή περί αληθείας») (23 апреля 1852).
Своими позициями эта работа повлияла на законодательство и практику греческого государства относительно церкви и её устройства. В этой работе Фармакидис утверждал что : Эллада была унижена, обманута, оскорблена чужим Церковным Началом, находящимся под властью османского султана и действующего по его приказу".
Результатом этих протестов было принятие в 1852 году «Уставного закона», который во многом нейтрализовал положения томоса.
Фармакидис умер в нищете в Афинах в 1860 году.

## Работы
- "О Захарии сыне Варахия ". Афины 1838
- «лже -Герман (Ο ψευδώνυμος Γερμανός)». Афины 1838
- «Απολογία». Αθήναι 1840
- «Новый Завет с примечаниями древних (Η Καινή Διαθήκη μετά Υπομνημάτων αρχαίων)». Афины 1842—1845 (Διαθέσιμο εδώ, στον ιστότοπο της Ψηφιακής Βιβλιοθήκης Νεοελληνικών Σπουδών της βιβλιοθήκης του Πανεπιστημίου Κρήτης.)
- «Элементы греческого языка (Στοιχεία ελληνικής γλώσσης)». Афины 1815 (Διαθέσιμο εδώ, στον ιστότοπο της Ψηφιακής Βιβλιοθήκης Νεοελληνικών Σπουδών της βιβλιοθήκης του Πανεπιστημίου Κρήτης.)
- Греческая хрестоматия («Χρηστομάθεια ελληνική»). Афины
- Синодический томос или о правде («Ο Συνοδικός Τόμος ή περί αληθείας»). Афины 1852 (Διαθέσιμο εδώ, στον ιστότοπο της Ψηφιακής Βιβλιοθήκης Νεοελληνικών Σπουδών της βιβλιοθήκης του Πανεπιστημίου Κρήτης.)
- Απολογία Θ. Φαρμακίδου